# صدف‌های راه‌راه خاردار
صدف‌های راه‌راه خاردار (نام علمی: Acanthocardia) نام یک سرده از خانواده صدف راه‌راه است.